# 千葉県道275号求名停車場線
千葉県道275号求名停車場線（ちばけんどう275ごう ぐみょうていしゃじょうせん）は、千葉県東金市の求名駅前を起点とし、千葉県道124号緑海東金線との交点の求名駅入口交差点を終点とする一般県道である。

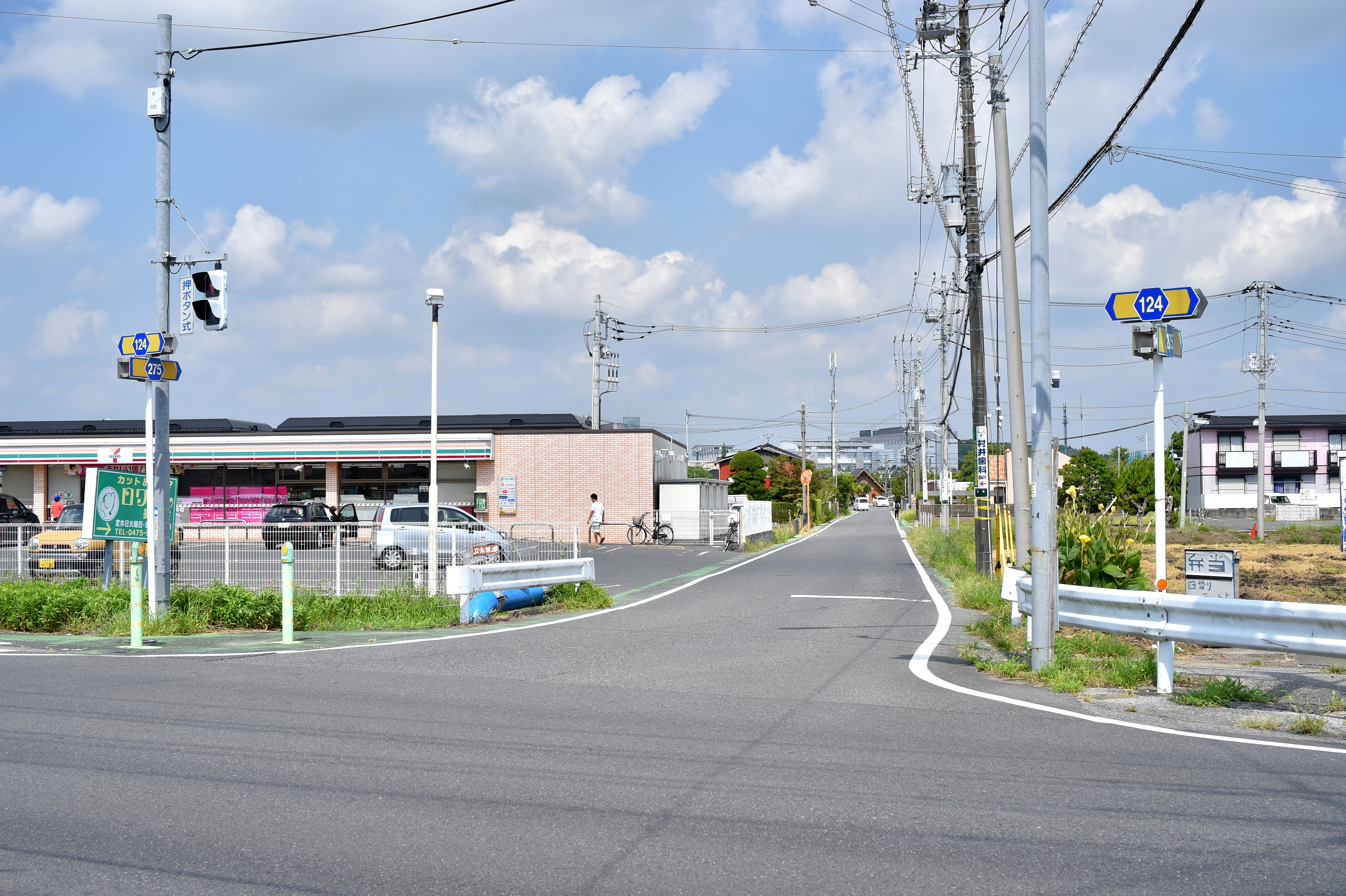
千葉県道275号求名停車場線
東金市求名の求名駅入口交差点より（2024年9月）

## 概要
- 起点：東金市求名（求名駅前）
- 終点：東金市求名（求名駅入口交差点、千葉県道124号緑海東金線交点）

## 通過する自治体
- 千葉県
  - 東金市

## 交差・接続する道路
- 千葉県道124号緑海東金線 - （東金市求名、求名駅入口交差点、終点）